# Bika csillagkép

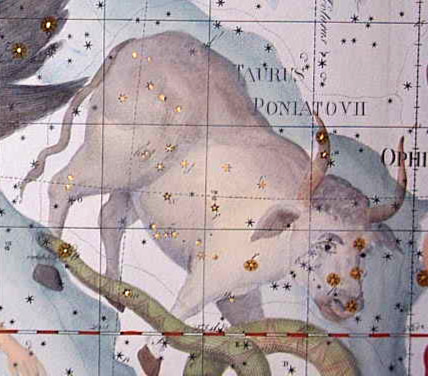
A Bika csillagkép illusztrált ábrázolása

A Bika (latin: Taurus, ) csillagkép egyike a 12 állatövi csillagképnek. A téli égbolt egyik meghatározó csillagképe. Nyugaton a Kos, keleten az Ikrek, északon a Perseus és a Szekeres, délkeleten az Orion, délnyugaton pedig a Cet és az Eridanus csillagképek határolják.

## Története, mitológia

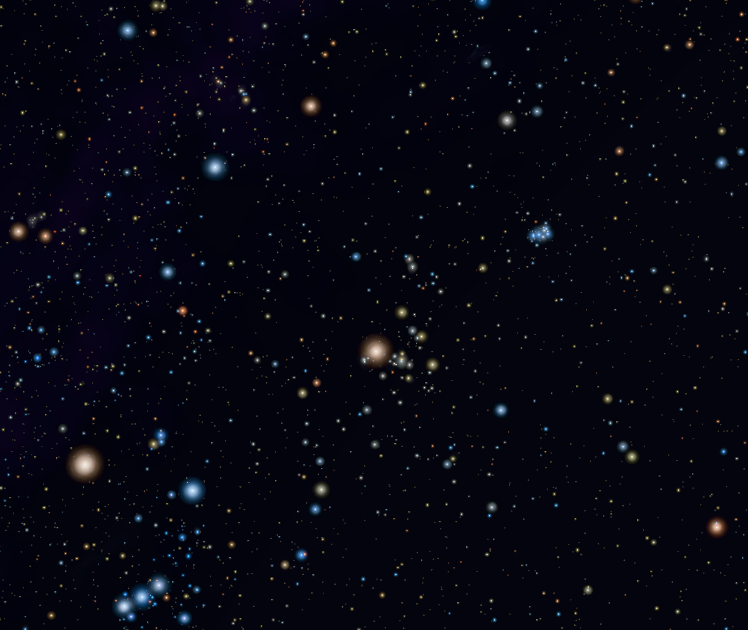
A Bika csillagkép

A Taurus csillagkép nagyon régi, valószínűleg a rézkorban, vagy talán már a kőkorszakban is ismerték.
- A müncheni Lajos–Miksa Egyetem tanára, Michael Rappenglück úgy véli, hogy a Lascaux-i barlangban található, i. e. 15 000 körül készült egyik festmény a Taurus csillagképet ábrázolja.
- A Taurus jelölte ki a tavaszpontot a rézkorban és a korai bronzkorban (ez volt a „Bika kora"). Az időszámítás előtti 23. században a Plejádok voltak a legközelebb a tavaszponthoz.
- Bikakultusz volt Mezopotámiában és Krétán is. A görög mitológiában Zeusz egy fehér bika alakjában rabolta el Európét, a föníciai hercegnőt, és Kréta szigetére úszott vele.
- A csillagképnek köze lehet Héraklész (latin nevén Hercules) hetedik feladatához is: Kréta szigetén megszelídítette a Poszeidón által megőrjített bikát, és az állat átúszott vele Argoszra.

## Látnivalók
Fényes csillagokat és halmazokat tartalmazó látványos csillagkép. A téli hónapokban lehet megfigyelni, könnyen megtalálható; az Orion csillagkép övét alkotó három csillag vonalának északnyugat felé történő meghosszabbítása elvezet a Bika legfényesebb csillagához, az Aldebaranhoz.

### Csillagok

A Bika és az Orion csillagkép

- α Tauri - Aldebaran - Követő, a Bika jobb szeme, narancssárga színű óriáscsillag, a látszólagos fényessége 0,9m, az égbolt 13. legfényesebb csillaga. Előtércsillaga, de nem tagja a Hyádok nyílthalmaznak.
- η Tauri – Alcyone: 4 komponensből álló, 2,85 magnitúdójú rendszer, a távolsága 440 fényév . Az Alcyone A kékesfehér óriáscsillag. Az Alcyone B és C egyaránt nyolcadrendű fehér törpe, az utóbbi Delta Scuti típusú változócsillag, 1,13 óránként 8,25 – 8,30 magnitúdó között változik a látszólagos fényessége. Az Alcyone D sárgásfehér színű törpecsillag.
- λ Tauri: négynapos periódusú fedési kettőscsillag, 3,4-4,1 magnitúdó között között ingadozik a fényrendje.
- ν1,2 Tauri: kettőscsillag 3,4m ill. 3,8m fényességű tagjai szabad szemmel is elkülöníthetőek, akárcsak a σ1,2 Tauri 4,8m és 5,1m fényes csillagai.
- κ Tauri: negyedrendű, a 67 Taurival akár szabad szemmel is észlelhető kettőscsillagot alkot.
- φ Tauri: 5m-s narancssárga színű óriás, a látszólagos kísérője egy 9m-s csillag, amely kisebb távcsővel már észlelhető.
- χ Tauri: egy ötödrendű és egy nyolcadrendű kettős, kis távcsővel megfigyelhető.

### Mélyég-objektumok
- Rák-köd (Messier 1): szupernóva-maradvány, erős rádióforrás.
- Plejádok: szabad szemmel is jól látható, sűrűbb, szép nyílthalmaz, része a Merope-köd is.
- Hyadok: mintegy 150 csillagból álló, viszonylag nagy területen szétszórt nyílthalmaz az Aldebaran körül.

## Megjegyzés
1. ↑  A második szám egy numizmatikai könyvet is jelöl

## Fordítás
- Ez a szócikk részben vagy egészben  a   Taurus (consatellation) című angol Wikipédia-szócikk fordításán alapul.  Az eredeti cikk szerkesztőit annak laptörténete sorolja fel. Ez a jelzés csupán a megfogalmazás eredetét és a szerzői jogokat jelzi, nem szolgál a cikkben szereplő információk forrásmegjelöléseként.
- Ez a szócikk részben vagy egészben  az    Alcyone (star) című angol Wikipédia-szócikk fordításán alapul.  Az eredeti cikk szerkesztőit annak laptörténete sorolja fel. Ez a jelzés csupán a megfogalmazás eredetét és a szerzői jogokat jelzi, nem szolgál a cikkben szereplő információk forrásmegjelöléseként.